# Château de la Motte-Daudier
 (mars 2015).
Le Château de la Motte-Daudier est situé en Mayenne, à Niafles, à 2 000 m à l'Est du bourg. À côté du Château de la Hulinière, trop petit pour son importante famille, la construction d'un château est entreprise par Foulques de Quatrebarbes , et terminée en 1892 ; il porte le nom de jeune fille de son épouse Cécile Daudier.

## Désignation
- La Heulinière, 1559 ;
- La Mulinière, manoir[1] ;
- La Heulinière[2].

## Historique
En furent sieurs et y habitèrent : 
- Jean Hullin, mari de Jeanne de Mesmes, dont la fille, Madeleine Hullin, épouse en 1559 Jean de la Fléchère.
- Noble homme Jean Hullin, mari de Marguerite Fardeau, procureur fiscal à Craon ; Gabrielle, sa fille, est baptisée à Craon, 1603.
- Georges Hullin le jeune, 1656.

Ce fut la seule terre, dit René de Quatrebarbes, que la mauvaise administration de Joachim de la Chesnaie laissa à sa fille, Anne de la Chesnaie, mariée à René de Leviston , 1669. 
Les Dlles Déborah et Jeanne de Leviston firent abjuration du protestantisme le 31 décembre 1685 et le 19 janvier 1686. Déborah de Leviston, mariée en 1694 à Charles-Gédéon de Ridouet, seigneur de Sancé, fait baptiser en 1701 Gédéon-PierreAmaury de Ridouet, son fils. 
M. Minault de la Heslaudière est seigneur de la Hullinière en 1737.

## Source
« Château de la Motte-Daudier », dans Alphonse-Victor Angot et Ferdinand Gaugain, Dictionnaire historique, topographique et biographique de la Mayenne, Laval, A. Goupil, 1900-1910 [détail des éditions] (BNF 34106789, présentation en ligne)